# Karl Kohl (Politiker)
Karl August Emil Kohl (* 26. Mai 1869 in Memmingen; † 7. März 1935 in München) war ein deutscher Politiker.

## Leben
Als Sohn eines Studienlehrers geboren, studierte Kohl nach dem Besuch des Gymnasiums in Kempten und Zeit als Einjährig-Freiwilliger beim Königlich Bayerischen 1. Infanterie-Regiment „König“ Rechtswissenschaften in München, Erlangen und Würzburg. Während seines Studiums wurde er 1889 Mitglied der Burschenschaft Cimbria München. Nach seinem Studium arbeitete er ab 1899 als Rechtsanwalt in München. Ab 1908 gehörte er dem Münchener Gemeindekollegium an. Für die Liberale Vereinigung gehörte er als Abgeordneter der Bayerischen Abgeordnetenkammer an. Er wurde Justizrat.
Karl Kohl ist der Verfasser mehrerer Bände mit Erzählungen aus seiner Schüler-, Studenten- und Anwaltszeit ("Die Rektorsbuben", "Absolva", "Ehre, Freiheit, Vaterland" (2 Bde.), "Verbrecher").
1924 nahm er als Verteidiger von Wilhelm Brückner am Prozess gegen die Hauptverantwortlichen für den Hitler-Putsch vom November 1923 vor dem Münchener Volksgericht teil.